# Delphacodes pallens
Delphacodes pallens är en insektsart som först beskrevs av Stsl 1854.  Delphacodes pallens ingår i släktet Delphacodes och familjen sporrstritar. Inga underarter finns listade i Catalogue of Life.